# Conotrachelus signatus
Conotrachelus signatus – gatunek chrząszcza z rodziny ryjkowcowatych.

## Zasięg występowania
Ameryka Południowa i Północna, występuje w Boliwii, Ekwadorze, Kolumbii, Paragwaju, Peru, Wenezueli oraz w Ameryce Środkowej.

## Budowa ciała
Przednia krawędź pokryw znacznie szersza od przedplecza, ścięta na krawędziach. Na ich powierzchni wyraźne podłużne żeberkowanie, oraz niskie, podłużne listewki. Przedplecze okrągłe w zarysie w tylnej części, z przodu nieznacznie zwężone, w tylnej i środkowej części bardzo gęsto punktowane.
Ubarwienie ciała brązowe. W przednich kącikach oraz w tylnej części pokryw niewielkie białe plamy o zmiennym kształcie. Na przedpleczu podłużne, białe pręgi.